# 투 문 정션
《투 문 정션》(Two Moon Junction)은 미국에서 제작된 잘만 킹 감독의 1988년 드라마 영화이다. 쉐릴린 펜 등이 주연으로 출연하였고 도날드 P. 보쉐스 등이 제작에 참여하였다.

## 출연

### 주연
- 쉐릴린 펜
- 리차드 타이슨
- 루이즈 플레쳐
- 벌 아이브스
- 크리스티 맥니콜

### 조연
- 돈 갤로웨이
- 데브 그리어
- 마틴 휴이트
- 주아니타 무어
- 밀리 퍼킨스
- 허브 빌리체이즈

## 기타
- 미술: 미쉘 민치
- 배역: 린다 프란시스

## 평가
이 영화는 비평가들로부터 10점 만점 중 평균 3.4점을 받았다. 비평가들은 영화의 액션, 줄거리, 다이얼로그를 비평했다.